# Lac Karakul
Ne doit pas être confondu avec le lac Kara-Kul au Tadjikistan
Pour les articles homonymes, voir Karakul (homonymie).
Le lac Karakul, ou Karakuli (de l'akkadien "Kara" : Noir et "Ko'l" : Lac) est un lac situé à 196 km de Kashgar dans la région autonome ouïghour du Xinjiang en Chine, longé par la route du Karakorum qui relie l'Ouest de la Chine au Nord du Pakistan. Se trouvant à 3 600 m d'altitude, le lac Karakul est le plus haut du massif des Pamir Chinois. 
A ne pas confondre avec le lac Kara-Kul, au Tadjikistan voisin, beaucoup plus grand (380 km²), salé, à 3900 mètres d'altitude.
Le lac chinois est entouré de trois sommets de plus de 7 000 m : le Mustagh Ata (7 546 m), le Kongur Tagh (7 649 m) et le Kongur Tiube (7 530 m).